# Pittermann (Gemeinde Wenigzell)
Pittermann ist eine Ortschaft mit 681 Einwohnern (Stand 1. Jänner 2024) in der Gemeinde Wenigzell in der Steiermark.
Die ausgedehnte Ortschaft erstreckt sich vom Hauptort der Gemeinde, dem Dorf Wenigzell, weit nach Süden und besteht aus zahlreichen Ortslagen, von denen Wenigzell die größte ist. Weitere Lagen sind In Büchl, In Reith, Schöngrund und Walddörfl sowie mehrere Einzellagen. Die Katastralgemeinde, in der die Ortschaft liegt, trägt den Namen Pittermannviertl. Ursprünglich mit Siedlern aus dem Schwäbischen besiedelt, zogen aber bald weitere Siedler aus dem Großraum Pitten zu, was sich im lokalen Namensgut niederschlug.